# Strada statale 50 (Polonia)
La strada statale 50 (sigla DK 50, in polacco droga krajowa 50) è una strada statale polacca che attraversa il Paese da Ciechanów a Ostrów Mazowiecka.